# آب‌انبار قندهاری
آب‌انبار قندهاری مربوط به دوره پهلوی است و در یزد، ضلع شمالی خیابان انقلاب، کوی کسنویه واقع شده و این اثر در تاریخ ۱۹ مهر ۱۳۷۸ با شمارهٔ ثبت ۲۴۶۶ به‌عنوان یکی از آثار ملی ایران به ثبت رسیده است.